# Międzynarodowa Organizacja Dobrych Templariuszy
Międzynarodowa Organizacja Dobrych Templariuszy (IOGT z ang. International Organisation of Good Templars) – dawniej stowarzyszenie paramasońskie The Independent Order of Good Templars, obecnie organizacja pozarządowa gromadząca ludzi w każdym wieku, niezależnie od płci, koloru skóry, narodowości, wyznania, pozycji społecznej lub przekonań politycznych. Jest to międzynarodowa organizacja pozarządowa działająca w dziedzinie zapobiegania spożywania alkoholu i ma na celu promowanie stylu życia wolnego od alkoholu i narkotyków.

## Historia

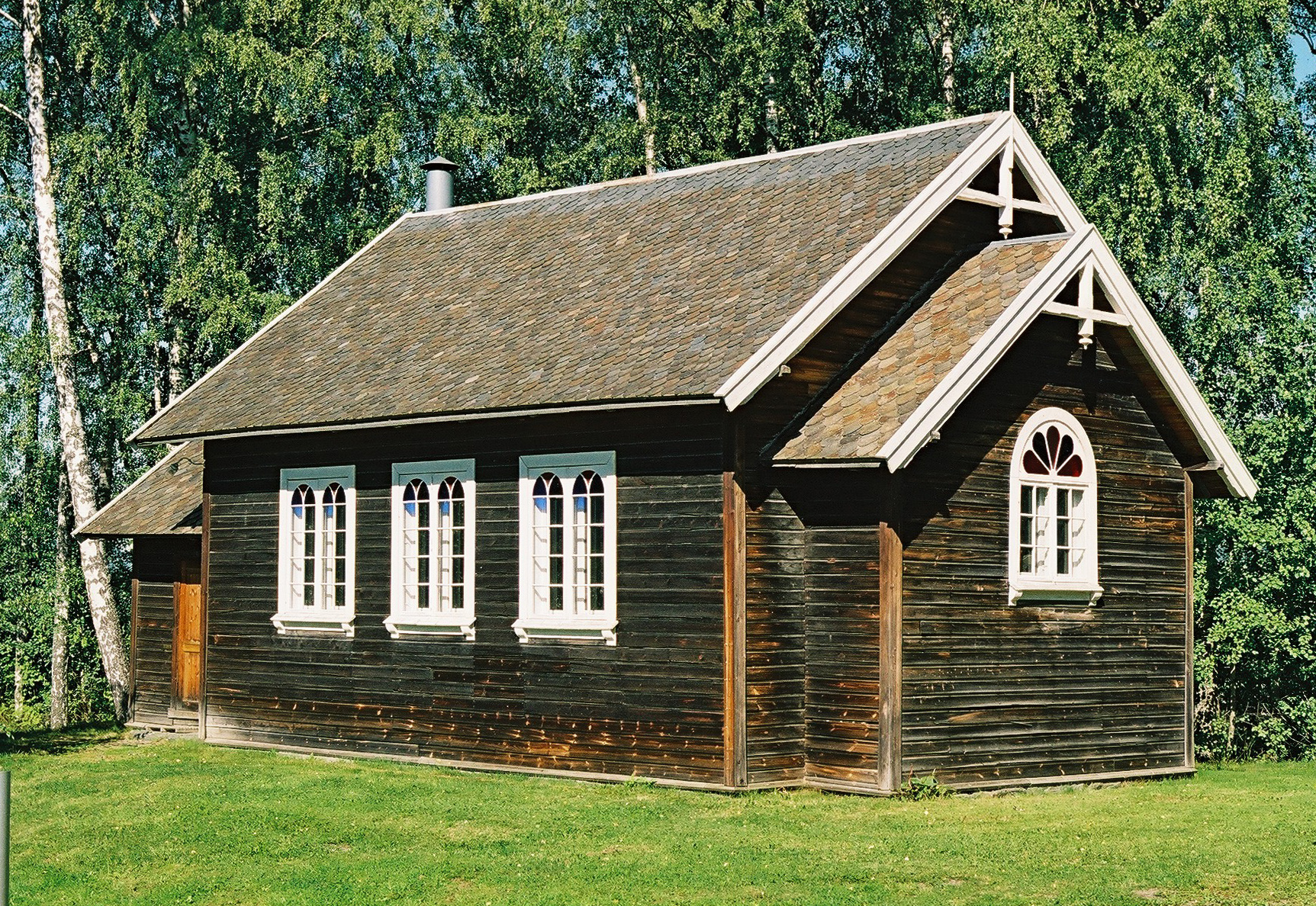
Budynek zgromadzenia IOGT pochodzący z 1908, Norwegia

Organizacja powstała w roku 1851 w Utica w stanie Nowy Jork pod nazwą Zakon Templariuszy Dobrych. Rok później nazwę zmieniono na Niezależny Zakon Templariuszy Dobrych. W roku 1871 zakon przeszedł pierwszą zmianę, podczas której główną funkcją stała się działalność młodzieżowa uznana za odrębne pole działania. W roku 1876 zaczął następować rozłam na dwie frakcje w związku z problemami rasowymi. Zakończył się on w roku 1887. W roku 1906 rozpoczął się w poszczególnych krajach rozłam ze względu na religię. Zakon zaczął odsuwać się od jakichkolwiek religii. W 1908 zaczęto usuwać z platformy organizacji odniesienia religijne. Proces ten zakończył się w roku 1923, gdy IOGT stał się neutralny.
Skutkami było powstanie w 1962 roku Międzynarodowej Organizacji Dobrych Templariuszy, która całkowicie odbiegała od poprzedniej działalności IOGT. Z Organizacji wykluczono wszelkie zasady, na których funkcjonowała wcześniej jako stowarzyszenie paramasońskie. Pozostała tylko główna idea, tj. walka z uzależnieniami. W 1966 roku organizacja przestała działać w formule zakonu, również w tym roku oficjalnie zaprzestała działalności na zasadach masonerii. Rok później na Sri Lance opracowany został program rozwoju. Rok 1978 był datą powstania Międzynarodowego Oświatowego i Kulturalnego Stowarzyszenia Wstrzemięźliwości (ITECA). W roku 1987 utworzono pierwsze centrum informacyjne do spraw Alkoholu i Narkotyków (IOGT – ADIC, Sri Lanka/Azja Południowa), a w roku 1989 otwarto w Polsce przez dra Jacka Morawskiego oddział IOGT – Poland. 
W Polsce loże tego zakonu istniały przede wszystkim na ziemiach byłego zaboru pruskiego, skupiając głównie Niemców. W 1921 delegaci trzynastu polskich lóż IOGT (liczących w sumie około 200 członków) powołali Lożę Dystryktu, która podlegała centrali niemieckiej Niezależnego Zakonu Templariuszy Dobrych. W latach następnych liczba czynnych lóż IOGT w Polsce systematycznie malała. W chwili rozwiązania zakonu w Polsce w 1938 działała już tylko jedna loża.
IOGT ma statut konsultanta w ONZ w Radzie Gospodarczo-Społecznej (ECOSOC) w Nowym Jorku.

## Państwa organizacji
- Belgia – IOGT Belgium
- Bośnia i Hercegowina
- Bułgaria – Free Youth Bulgaria
- Burundi – IOGT Burundi
- Grecja – Klub Lijecenih Alkoholikar Opcine
- Czechy – IOGT Czech Republic
- Dania – IOGT Denmark
- Estonia – Juvente Estonia
- Wyspy Owcze (Dania) – IOGT Faroe Islands
- Finlandia – IOGT Finland
- Gambia – IOGT Gambia
- Niemcy – IOGT Germany
- Ghana – IOGT Ghana
- Gwinea Bissau – IOGT Guinea-Bissau
- Islandia – IOGT Iceland
- Indie – ADIC India
- Włochy – GGPF Italy Włochy
- Kenia – IOGT Kenya
- Łotwa – IOGT Latvia
- Litwa – Lithuanian Temperance Society
- Norwegia – IOGT Norway
- Polska – IOGT – Poland
- Portugalia – Sociedade Anti-Alcoólica Portuguesa Portugalia
- Rosja – The NAN Foundation
- Senegal – IOGT Senegal
- Sierra Leone – IOGT Sierra Leone
- Słowacja – IOGT – Healthy Lifestyle Society
- Południowa Afryka – IOTT South Africa
- Sri Lanka – ADIC Sri Lanka
- Szwecja – IOGT-NTO
- Szwajcaria – IOGT Switzerland
- Tanzania – SOBER Tanzania Tanzania
- Tajlandia – IOGT Thailand
- Turks i Caicos (Wielka Brytania) – IOGT Turks & Caicos
- Uganda
- Ukraina
- Wielka Brytania – IOGT England and Wales
- Stany Zjednoczone – IOGT-USA
- Wietnam – IOGT Vietnam